# Socket A
Socket A (znany też jako Socket 462) – używana przez firmę AMD podstawka (ang. socket) przeznaczona dla mikroprocesorów z serii Athlon Thunderbird, Athlon XP oraz uboższych wersji procesorów – Duron i Sempron. Jest to podstawka typu ZIF PGA i posiada 453 piny (9 jest zablokowanych, aby zapobiec przypadkowemu wetknięciu procesora typu Socket 370).
Socket A został zastąpiony przez nowsze typy gniazd, takie jak Socket 754 przeznaczony dla procesorów Athlon 64 i późniejszych Sempronów oraz Socket 939 przeznaczony dla procesorów Athlon 64 i Athlon 64 FX.

## Specyfikacja techniczna
- Zegar od 600 MHz (Duron) do 2333 MHz (Athlon XP 3200+)
- Pamięć DDR SDRAM 100 MHz, 133 MHz, 166 MHz i 200 MHz FSB dla procesorów Duron do Athlon XP, bazująca na szynie DEC Alpha EV6.